# Bardas
Bardas (en griego: Βάρδας; fallecido el 21 de abril de 866) fue un noble que ocupó varios cargos importantes en el Imperio bizantino. Como hermano de la emperatriz bizantina Teodora, ascendió rápidamente durante el reinado de Teófilo (829-842), su cuñado. Después de la muerte de este emperador, aunque relegado a segundo plano por Teodora y Teoctisto en 855, Bardas tramó la muerte de este último, desterró a la emperatriz y se convirtió en regente de su sobrino, Miguel III (842-867).
Ascendiendo al rango de César, gobernó con eficacia el imperio durante los siguientes diez años, un período que vio grandes éxitos militares, renovada actividad diplomática y misionera y un importante renacimiento intelectual que anunciaba el Renacimiento macedonio. Bardas fue asesinado en 866 por instigación del nuevo favorito de Miguel III, Basilio el Macedonio, quien al año siguiente, usurparía el trono para sí mismo e iniciaría su propia dinastía en el trono bizantino.

## Biografía

### Primeros años
Bardas era el hijo del drungario Mariano con su esposa Teoctiste y era el hermano mayor de la emperatriz Teodora, esposa del emperador Teófilo, y del general Petronas. Teófanes Continuatus menciona otras tres hermanas, María, Sofía e Irene. Toda la familia era de origen armenio y provenía de Paflagonia. Algunos genealogistas modernos, entre ellos Cyril Toumanoff y Nicholas Adontz, sugirieron una vinculación de la familia de Bardas con el noble clan armenio de los Mamiconios. Según Nina Garsoïan, del Oxford Dictionary of Byzantium, sin embargo, «aunque atractivo, no es posible demostrar esta tesis por falta de fuentes».

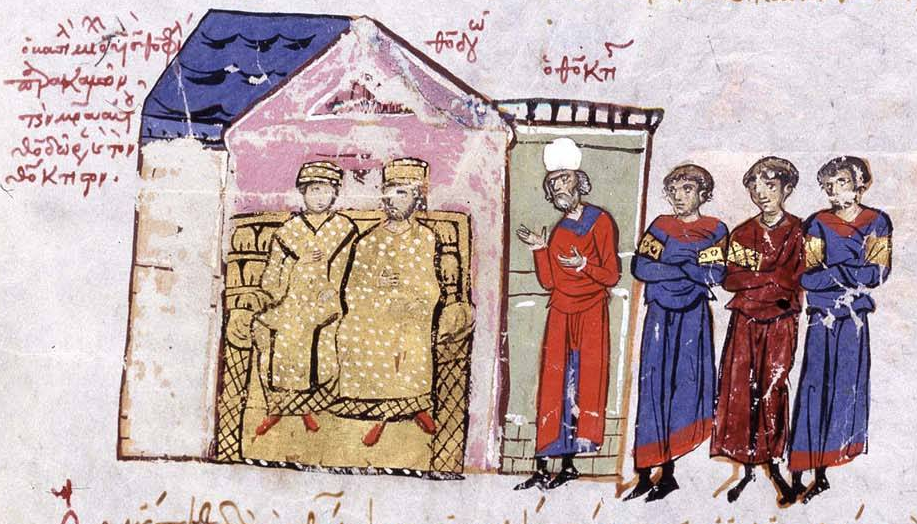
Miguel III con Teodora y Teoctisto. Miniatura del Skylitzes Matritensis

En 837, Teófilo le concedió la dignidad de patricio y lo envió junto con el general Teófobo, en una campaña contra los abasgianos que terminó en derrota. Con la muerte de Teófilo, el joven Miguel III ascendió al trono, pero como este tenía apenas dos años de edad, un consejo de regentes fue organizado y dirigido por Teodora. Bardas, Petronas y Sergio Nicetiata, también un pariente, eran miembros, pero fue el logoteta Teoctisto que rápidamente se estableció como el principal asesor de la emperatriz madre. En los primeros días de la regencia, Bardas tuvo un papel más activo: animó a la emperatriz que abandonara la Iconoclasia y participó en las investigaciones que llevaron al derrocamiento del patriarca iconoclasta Juan VII el Gramático, que dio lugar al llamado «Triunfo de la Ortodoxia» y la restauración de la veneración de los iconos en 843. Al año siguiente, sin embargo, Teoctisto culpó a Bardas por las deserciones que llevaron a la derrota bizantina en la batalla de Mauropótamo contra los abasíes, y consiguió que la emperatriz lo exiliara de la corte en Constantinopla.
Después del exilio de Bardas y la muerte de Sergio, Teoctisto gobernó junto a Teodora durante una década. En 855, Miguel tenía quince años y oficialmente se convirtió en mayor de edad. Teodora y Teoctisto le organizaron un desfile de novias y seleccionaron a Eudoxia Decapolitissa, ignorando por completo al emperador, que prefería a su amante, Eudoxia Ingerina. Bardas aprovechó el resentimiento de Miguel y comenzó a conspirar con él contra la regencia. Con el apoyo del emperador, Bardas pudo regresar a la capital y el 20 de noviembre de 855, Teoctisto fue asesinado. El crimen fue, posiblemente, ordenado por el emperador, pues se dice que Bardas prefería eliminar a su rival de la forma más «elegante».

### Ascenso y caída

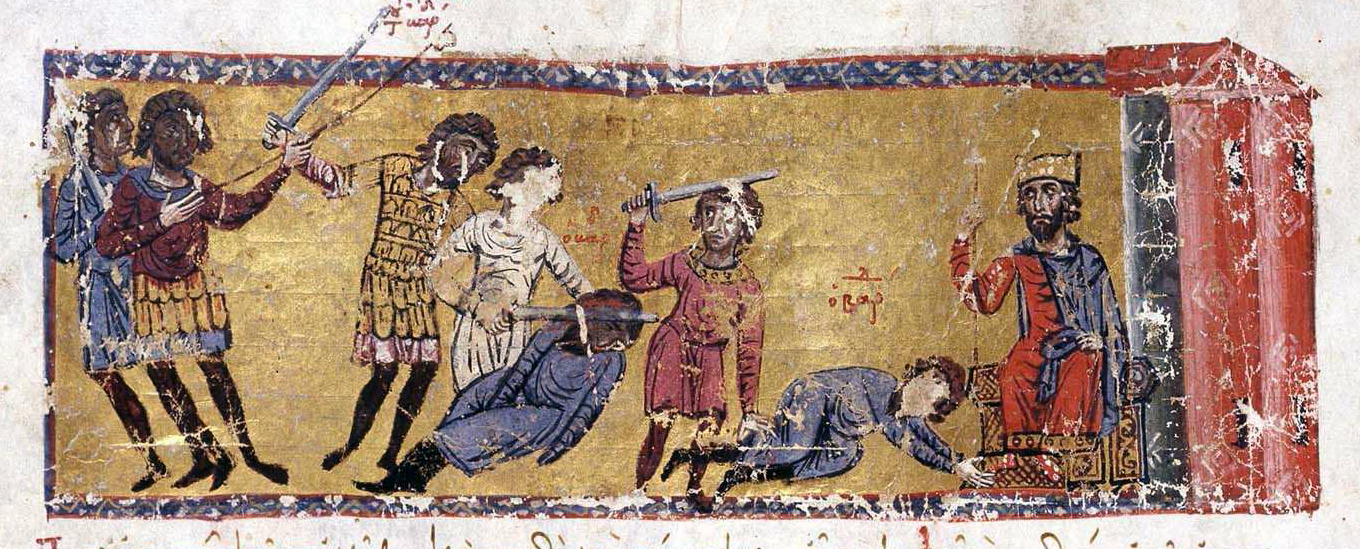
Arresto y ejecución de Bardas en presencia de Miguel III. A la izquierda, sus genitales cortados son exhibidos en la punta de la lanza del soldado con la inscripción las partes pudendas. Miniatura del Skylitzes Matritensis.

Con la muerte de Teoctisto, la regencia estaba condenada; a principios de 856, Miguel asumió el poder por completo y al año siguiente, Teodora se vio obligada a retirarse al monasterio de Gastria. Sin embargo, como el emperador estaba más interesado en los placeres de la vida en la corte y en su romance con Eudoxia Ingerina, Bardas se convirtió en el regente del imperio.  Alrededor de 858, fue ascendido a las funciones más importantes el Estado bizantino (magistro, doméstico de las escolas, cartulario de la canícula), también se convirtió en curopalata poco después –según Simón Metafraste, esta última promoción ocurrió después de que Teodora intentara, sin éxito, matarlo– y, finalmente, el 22 (o 26) de abril de 862, fue ascendido a César. Petronas también salió del anonimato en esa misma época y se convirtió en estratego del Thema Tracesiano, dirigiendo varias campañas exitosas contra los abasíes.
Al mismo tiempo, Bardas depuso al patriarca Ignacio de Constantinopla y nombró a Focio, un erudito laico, en su lugar. Las crónicas posteriores relatan que Ignacio había sido excluido de la comunión a causa de su relación incestuosa con una de sus hijastras, pero la verdadera razón fue probablemente la terquedad del patriarca, que se negó a tonsurar a la emperatriz Teodora como él quería. La ascensión irregular de Focio, sin embargo, enfureció al papa Nicolás I, que se negó a reconocerlo. En una era de competencia entre Roma y Constantinopla sobre las actividades misioneras en Moravia y Bulgaria, las relaciones con el papado permanecieron tensas.
Aunque las fuentes posteriores han sido críticas en relación con Bardas, describiéndolo como vanidoso, codicioso y ambicioso, sus habilidades como administrador fueron ampliamente reconocidas. Se le atribuye a Bardas la fundación de la Escuela de Magnaura, con sedes para la filosofía, la gramática, la astronomía y las matemáticas; y con docentes del porte de León el Matemático. También promovió las actividades misioneras de los hermanos y santos Cirilo y Metodio en la Gran Moravia y forzó la cristianización de Bulgaria enviando misioneros bizantinos. Además de eso, Bardas también consiguió varias victorias contra los árabes en Oriente, que culminaron en la decisiva batalla de Lalakaon en 863. La «Patria de Constantinopla» también lo elogiaba por sus edificios, pero, a excepción de una iglesia dedicada a San Demetrio fuera la ciudad, la mayoría de los edificios que se le atribuyen fueron probablemente construidos por Basilio I el Macedonio (867-886).
A pesar de su gran autoridad, el control de Bardas sobre su sobrino no era absoluto: después de conseguir convencerlo para despedir a su ex chambelán (paracomomeno), Miguel no nombró para el puesto al favorito de Bardas, pero si a uno de los suyos, el ambicioso Basilio. La posición de Bardas se debilitó todavía más en 866, cuando Miguel supo que Eudoxia Ingerina estaba embarazada y finalmente produciría un heredero, el futuro León VI el Sabio (886-912). Hasta entonces, Bardas era el heredero natural y sucedería al emperador en el trono si algo le pasaba. Sin embargo, Miguel, en lugar de divorciarse de su mujer, Eudoxia Decapolitissa, para casarse con su amante, la casó con Basilio, que se divorció de su propia esposa. Finalmente, en la primavera de 866, Bardas comenzó los preparativos para una campaña a gran escala contra la fortaleza sarracena de Creta. Acompañado por Miguel, Basilio y toda la corte, Bardas fue a Mileto, donde el ejército estaba reunido y allí, el 21 de abril, fue asesinado por Basilio, quien lo acusó de conspirar contra el emperador. La campaña fue abandonada y Miguel y Basilio volvieron a Constantinopla, donde el emperador lo adoptó y lo hizo coemperador. En septiembre de 867, Basilio también ordenó el asesinato de Miguel III. Con la muerte de Miguel, Basilio puso fin a la dinastía amoriana e inició la suya propia, la dinastía macedónica.

### Matrimonio y descendencia
Bardas se casó dos veces. De su primera esposa, de nombre desconocido y que murió antes de 855, tuvo un hijo llamado Antígono, una hija llamada Irene, un hijo de nombre desconocido y otra hija que se casó con el logoteta Simbacio (Symbatios), aunque es posible que esta fuera la misma Irene. Alrededor de 855, Bardas se casó nuevamente, esta vez con Teodosia, de quien se divorció en 862.
Antígono fue nombrado doméstico de las escolas cuando era un niño y todavía estaba en el cargo cuando su padre fue asesinado. El otro hijo, cuyo nombre se desconoce, se casó, en 858, con un amante descartada por Bardas para que este pudiera casarse con Teodosia y recibió el título de monoestratego de los themas europeos como recompensa.  La cuarta hija (¿Irene?) de Bardas casó con el patricio y logoteta Simbacio, que participó en el complot para asesinar a Bardas con la esperanza de sucederlo. Se rebeló cuando Basilio se convirtió en coemperador, pero fue derrotado, mutilado y exiliado.